# 미카키 에츠코
미카키 에츠코(일본어: 御垣 悦子 みかき えつこ[*], 생몰년 미상)는 전 다카라즈카 소녀 가극단 유키구미 주연 여역 클라스의 인물이다.
1922년, 12기생으로, 다카라즈카 음악가극학교에 입학, 다카라즈카 소녀 가극단에 입단하였다. 당시 가극학교 입학은 가극단 입단으로, 학교와 극단이 한 몸이었다. 1930년, 다카라즈카 소녀 가극단을 퇴단하였다.

## 다카라즈카 소녀 가극단 재단 시절의 무대 출연
| 기간 | 기간           | 소속 | 제목                       | 공연장            | 배역 | 비고 |
| ---- | -------------- | ---- | -------------------------- | ----------------- | ---- | ---- |
| 1925 | 3. 1.~3. 31.   | 유키 | 영원한 청춘                | 다카라즈카 대극장 |      |      |
| 1925 | 5. 1.~5. 31.   | 유키 | 타하라 후지타              | 다카라즈카 대극장 |      |      |
| 1926 | 2. 1.~2. 28.   | 유키 | 마치 걸                    | 다카라즈카 대극장 |      |      |
| 1926 | 6. 1.~6. 30.   | 유키 | 사기즈카 항담              | 다카라즈카 대극장 |      |      |
| 1926 | 8. 1.~8. 31.   | 유키 | 홍매염                     | 다카라즈카 대극장 |      |      |
| 1926 | 1. 1.~11. 30.  | 유키 | 흉활관음(むね割観音)       | 다카라즈카 대극장 |      |      |
| 1927 | 1. 1.~1. 31.   | 유키 | 벙어리 뇨보                | 다카라즈카 대극장 |      |      |
| 1927 | 4. 1.~4. 30.   | 유키 | 쿠마노                     | 다카라즈카 대극장 |      |      |
| 1927 | 7. 1.~7. 31.   | 유키 | 무희 미미                  | 다카라즈카 대극장 |      |      |
| 1927 | 7. 1.~7. 31.   | 유키 | 출발하는 우시와카마루      | 다카라즈카 대극장 |      |      |
| 1927 | 10. 1.~10. 31. | 유키 | 노란 수선화                | 다카라즈카 대극장 |      |      |
| 1928 | 4. 1.~4. 30.   | 유키 | 도사보연초공(土佐坊煙草攻) | 다카라즈카 대극장 |      |      |
| 1928 | 4. 1.~4. 30.   | 유키 | 하루노오도리               | 다카라즈카 대극장 |      |      |
| 1928 | 10. 1.~10. 31. | 유키 | 즐거운 오늘밤              | 다카라즈카 대극장 |      |      |